# Ельмер Нікландер
Ельмер Нікландер (фін. Elmer Niklander; 19 січня 1890 — 12 листопада 1942) — фінський пожежний і легкоатлет, олімпійський чемпіон.
Ельмер Нікландер народився в 1890 році в громаді Хаус'ярві (Велике князівство Фінляндське). У 1908 році взяв участь в Олімпійських іграх в Лондоні, де виступив в штовханні ядра, метанні диска і метанні диска в грецькому стилі, але не завоював медалей.
У 1912 році на Олімпійських іграх в Стокгольмі виступаючи за фінську команду завоював срібну медаль в метанні диска правою і лівою руками і бронзову — в штовханні ядра правою і лівою руками (в залік йшов кращий результат).
Після здобуття Фінляндією незалежності Ельмер Нікландер виступав вже за незалежну Фінляндію. У 1920 році на Олімпійських іграх в Антверпені він став чемпіоном у метанні диска і завоював срібну медаль у штовханні ядра, але в 1924 році на Олімпійських іграх в Парижі, де він був прапороносцем фінської команди, Ніклчндер став в цих дисциплінах вже 7-м і 6-м відповідно.
На національному рівні Нікландер виграв рекордні 44 титули Фінляндії, 11 у штовханні ядра обома руками (1909-10, 1912-18, 1920, 1924), 11 у метанні диска обома руками (1909—1918, 1920), 7 у штовханні ядра (1914-18, 1920, 1924), шість у метанні молота (1911, 1914-18), п'ять у метанні диска (1914-18), два в грецькому метанні диска (1912-13) і два в метання каменю (1914, 1918). За фахом Нікландер був пожежником і за сумісництвом фермером. Його онука стверджувала, що потяг, який мав доставити його до Антверпена в 1920 році, мав чекати його понад годину, тому що він спочатку мав закінчити роботу в полі. Незадовго до смерті від раку він поховав свою колекцію трофеїв, яку не змогли знайти.